# Chùa Thầy
Chùa Thầy (chữ nôm:㕑偨) là một nhóm những ngôi chùa ở chân núi Sài Sơn, huyện Quốc Oai, tỉnh Hà Tây cũ, nay là xã Quốc Oai, Hà Nội, cách trung tâm Hà Nội khoảng 20 km về phía Tây nam, đi theo đường cao tốc Láng - Hòa Lạc. Sài Sơn có tên Nôm là núi Thầy, nên chùa được gọi là chùa Thầy. Chùa được xây dựng từ thời nhà Lý. Đây từng là nơi tu hành của Thiền sư Từ Đạo Hạnh, lúc này núi Thầy còn gọi là núi Phật Tích.

## Lịch sử
Cùng với chùa Tây Phương và Chùa Hương, Chùa Thầy là một trong những ngôi chùa nổi tiếng nhất Hà Nội. Nếu như Chùa Láng gắn liền với giai đoạn đầu của cuộc đời Từ Đạo Hạnh, thì chùa Thầy lại chứng kiến quãng đời sau cùng cho đến ngày thoát xác của vị sư thế hệ thứ 12 thuộc dòng Thiền Ti-ni-đa-lưu-chi này.
Ban đầu chùa Thầy chỉ là một am nhỏ gọi là Hương Hải am, nơi Thiền sư Từ Đạo Hạnh trụ trì. Vua Lý Nhân Tông đã cho xây dựng lại gồm hai cụm chùa: chùa Cao (Đỉnh Sơn Tự 嵿山寺) trên núi và chùa Dưới, tức chùa Cả, tên chữ là Thiên Phúc Tự (天福寺). Đầu thế kỷ 17, Dĩnh Quận Công cùng hoàng tộc chăm lo việc trùng tu, xây dựng điện Phật, điện Thánh; sau đó là nhà hậu, nhà bia, gác chuông. Theo thuyết phong thủy, chùa được xây dựng trên thế đất hình con rồng. Phía trước chùa, bên trái là ngọn Long Đẩu, lưng chùa và bên phải dựa vào núi Sài Sơn. Chùa quay mặt về hướng Nam, trước chùa, nằm giữa Sài Sơn và Long Đẩu là một hồ rộng mang tên Long Chiểu hay Long Trì (ao Rồng). Sân chùa như hàm rồng ,thủy đình như viên ngọc rồng ngậm.Cây cầu Nguyệt Tiên Kiều và Nhật Tiên Kiều như hai chiếc râu rồng.

## Truyền thuyết Hóa thân chuyển thế
Đây là một khái niệm trong Phật giáo liên quan tới luân hồi, tuy nhiên chỉ được hiện thực hóa rõ ràng trong phái Kim Cang Thừa tại Tây Tạng khởi nguyên của việc hóa thân này cũng là thế kỷ 11 cùng thời với Tổ Từ Đạo Hạnh. Có ít nhất 2 vị vua được cho là hóa thân của Từ Đạo Hạnh:
- Lý Thần Tông (1116-1138)
- Lê Thần Tông (1607-1662)
- Lê Hiến Tông (do mẹ cầu tự tại chùa Thầy và sinh năm 1461)

## Kiến trúc
Phần chính của chùa Thầy được xây dựng theo lối kiến trúc tiền Phật hậu Thánh , Thánh ở đây là Từ Đạo Hạnh một vị danh tăng nổi tiếng dưới thời Lý. Chùa gồm ba tòa song song với nhau gọi là chùa Hạ, chùa Trung và chùa Thượng. Giữa chùa Hạ và chùa Trung có ống muống nối với nhau, tạo thành thế hạ công thượng nhất. Đặc biệt kiến trúc chùa chỉ có 36 lỗ đục các tấm gỗ được xếp chồng lên nhau cực kỳ vững chắc.
Chùa Hạ là nhà tiền tế, bày các tượng Đức Ông, Thánh hiền. Ống muống để tượng Bát bộ Kim Cương. Chùa Trung bày bàn thờ Phật, hai bên có hai tượng Hộ pháp, tượng Thiên vương. Chùa Thượng hay chùa trên tách biệt hẳn, ở vị trí cao nhất, biển đề Đại hùng Bảo điện, đồng thời là nhà thánh, để tượng Di Đà tam tôn,Thích Ca, tượng ba kiếp của thiền sư Từ Đạo Hạnh, ban thờ Lý thần Tông còn có 1 đôi Phượng Hoàng gỗ, 2 tượng Phỗng thế kỷ 18 đời vua Lê Ý Tông,
Xung quanh chùa có hai dãy hành lang phía sau có lầu chuông, lầu trống. tương truyền do bà Chúa Chè Tuyên Phi Đặng Thị Huệ xin với chúa Tĩnh Đô Vương Trịnh Sâm xây dựng khi về thăm chùa,
Phía trước chùa là một sân rộng nhìn ra hồ Long Chiểu, tạo thành hàm của rồng trước trồng hai cây gạo, nhưng hiện tại hai cây gạo đã chết, được thay bởi cây đa. Từ sân này có hai cầu là Nhật tiên kiều và Nguyệt tiên kiều nối sang hai bên, tạo thành hai râu rồng. Hai cầu này do Phùng Khắc Khoan xây vào năm 1602. Cầu Nhật Tiên nối sang một hòn đảo nhỏ, trên đảo có đền thờ Tam phủ. Cầu Nguyệt Tiên nối vào đường lên núi.
Giữa ao Long Chiểu có thủy đình là viên ngọc giữa miệng rồng. Đây cũng là nơi diễn ra trò múa rối nước. Từ Đạo Hạnh được cho là ông tổ của hình thức biểu diễn dân gian này.

## Điêu khắc trong chùa

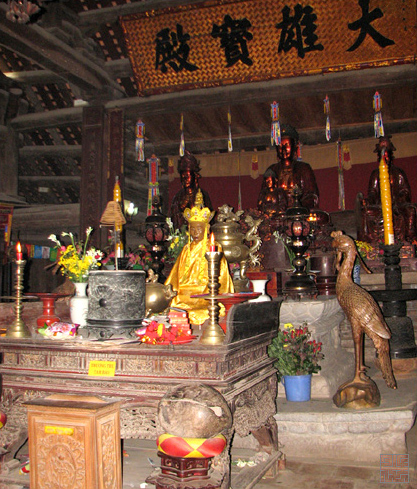
Chùa thượng của chùa Thầy, Đại Hùng bảo điện

Tại chùa Hạ có các pho tượng Đức Ông khá đẹp, và một bức bình phong lớn mô tả cảnh địa ngục.
Các pho Kim Cương đứng trong những tư thế võ mạnh mẽ, sống động. Tại chùa Trung có hai pho tượng Hộ pháp được cho là lớn nhất trong các ngôi chùa Việt Nam, cao gần 4m. Tượng Hộ pháp đắp bằng đất thó, giấy bản giã nhỏ trộn với mật, trứng,..., nên sau hơn ba trăm năm vẫn còn rất tốt.
Các pho tượng đẹp nhất của chùa Thầy tập trung tại chùa Trên.
Trên cao nhất là tượng Di Đà Tam tôn được tạc vào đời Mạc. Phật A Di Đà ngồi giữa dáng vẻ phúc hậu. Pho tượng Quán Thế Âm bên phải ngồi buông chân trái xuống, chân phải co lên, tay cầm một cây phất trần, dáng vẻ ung dung. Pho Đại Thế Chí ngồi xếp bằng, hai tay bắt ấn mật phùng. Ba pho tượng mỗi pho một vẻ không giống nhau, tạo thành một bộ tượng đẹp đặc biệt.
Dưới đó, chính giữa là tượng Thiền sư Từ Đạo Hạnh trong kiếp Phật. Tượng được tạc vào thế kỉ 19, khuôn mặt khắc khổ, nổi rõ mạch máu, ngồi xếp bằng tròn trên một bệ hoa sen còn lại từ đời Lý. Bệ hoa sen đặt trên một con sư tử cuộn tròn, dưới con sư tử là một bệ bát giác. Hiện nay tượng được đội mũ hoa sen và khoác áo vàng.
Toàn bộ ba pho Di Đà và tượng Từ Đạo Hạnh đặt trên một bệ đá hai tầng, được làm vào thời nhà Trần. Bệ đá chạm những cánh hoa sen, bốn mặt chạm hình rồng và hoa lá, bốn góc có hình thần điểu Garuda.

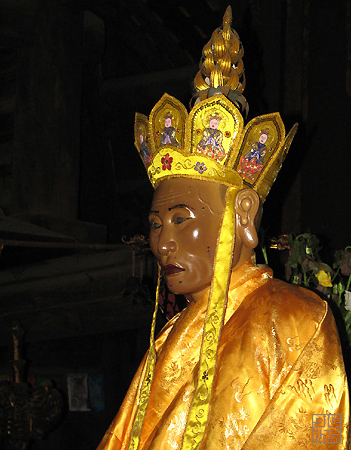
Tượng Từ Đạo Hạnh tại chùa Thầy

Bên phải là tượng Thiền sư ở kiếp Vua. Tương truyền Từ Đạo Hạnh sau khi đã hóa, đầu thai làm con trai của Sùng Hiền Hầu và trở thành nhà vua Lý Thần Tông. Tượng Lý Thần Tông đầu đội mũ bình thiên, mình khoác long bào, ngồi trên ngai vàng. Bên trái có tượng Từ Đạo Hạnh trong kiếp Thánh, ngồi trong một khám gỗ chạm trổ cầu kì. Tượng này có cốt bằng tre, có thể cử động. Tương truyền xưa kia mỗi khi mở cửa khám thì tượng tự động nhỏm dậy chào. Sau một vị quan triều Nguyễn nói rằng "Thánh thì không phải chào ai cả", nên tháo hệ thống khớp nối, từ đó tượng ngồi yên. Pho tượng này thể hiện nghệ thuật làm rối nước của dân gian.
Trong chùa còn có tượng ông Từ Vinh và bà Tăng Thị Loan là cha mẹ Từ Đạo Hạnh và hai bạn đồng đạo thân thiết của Ngài là Thiền sư Minh Không và Thiền sư Giác Hải.
Trước tượng Từ Đạo Hạnh ở chính giữa có một bàn thờ gỗ chạm trổ rất đẹp. Xưa kia nền đất còn thấp, người thắp hương vịn vào bàn thờ tạo thành một chỗ hõm rất lớn. Trong chùa Thượng còn có hai cây cột làm bằng loại gỗ quý là gỗ Ngọc am.

## Hệ thống chùa trên núi

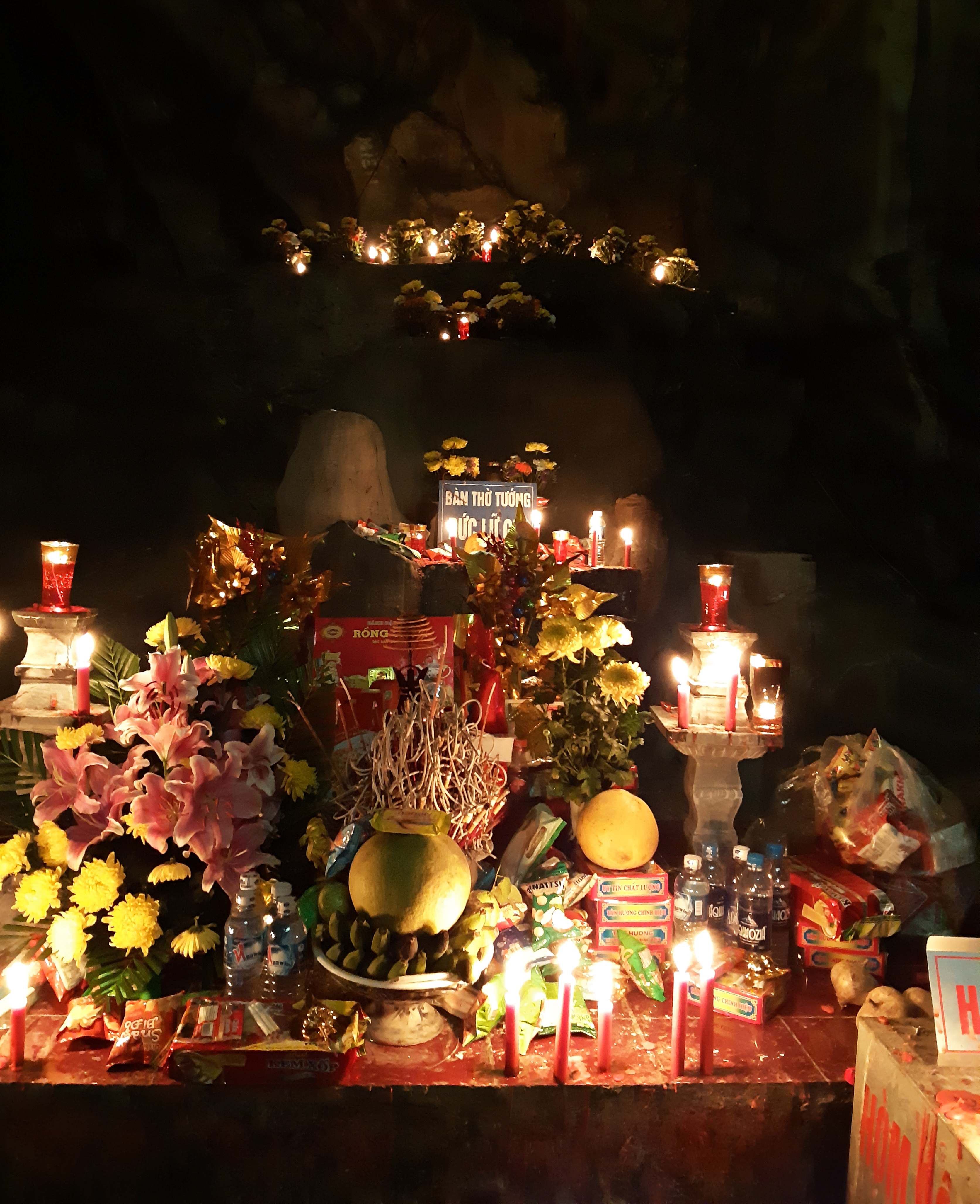
Bàn thờ Thừa tướng Lữ Gia bên trong hang Cắc Cớ, thuộc địa phận khu di tích chùa Thầy

Qua cầu Nguyệt Tiên nối với con đường lên núi. Trên núi có chùa Cao, vốn là Hiển Thụy am, còn có tên là Đỉnh Sơn Tự, là nơi Thiền sư Từ Đạo Hạnh đến tu đầu tiên. Trên vách chùa còn khắc những bài thơ tức cảnh của Nguyễn Trực và Nguyễn Thượng Hiền. Tương truyền rằng động Phật Tích ở sau chùa là nơi Ngài Từ Đạo Hạnh thoát xác để đầu thai làm vua Lý Thần Tông, nên còn gọi là hang Thánh Hóa.

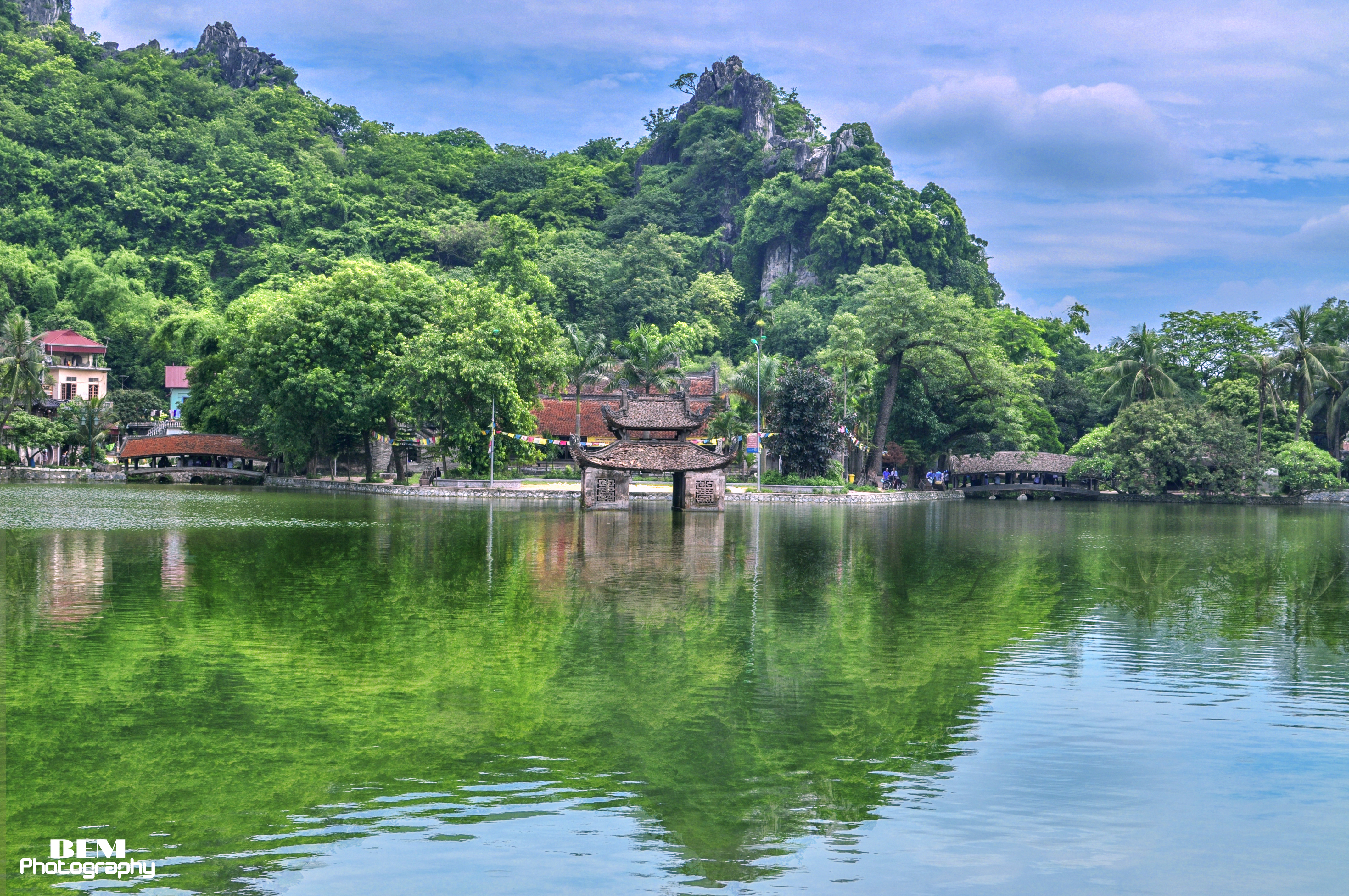
Toàn cảnh Thủy đình, 2 bên là cầu Nhật Tiên và Nguyệt Tiên

Phía trên chùa Cao, trên đỉnh núi có một mặt bằng gọi là chợ Trời với nhiều tảng đá hình bàn ghế, kệ bày hàng, ly rượu,... trong đó có một phiến đá nhẵn lì được gọi là bàn cờ tiên. Có lẽ nơi đây ngày xưa các bậc trích tiên vẫn ngồi chơi cờ, uống rượu, thưởng trăng và ngâm thơ.
Từ chùa Cao, đi vòng ra phía sau là hang Cắc Cớ, là nơi tình tự của trai gái ngày xưa trong những ngày hội hè, như ca dao đã ghi lại:
Gái chưa chồng trông hang Cắc Cớ,
Trai chưa vợ nhớ hội chùa Thầy.
Đi ngược lên trên là đến đền Thượng. Gần đền Thượng có hang Bụt Mọc với nhiều tảng đá được thời gian bào mòn trông như tượng Phật. Tiếp đó là hang Bò với lối vào âm u. Cách một đoạn là đến hang Gió với những ngọn gió thổi thông thốc cả hai đầu.Dưới hang gió có một lối đi nhỏ là hang của Bác ngày xưa xuống để phòng ngự đánh giặc.
Ở chân núi phía Tây còn có chùa Bối Am, còn gọi là chùa Một Mái, chùa có tên như vậy là vì chùa chỉ có một mái ngói, mặt sau chùa dựa vào vách núi. Truyền thuyết ở khu vực chùa Bối Am, thuộc phạm vi căn cứ Đỗ Động Giang xưa cho biết: Trước kia có một toán quân của Lã Đường tự Lã Tá Công, một trong Thập nhị sứ quân, bị vây hãm trong hang núi và bị chết đói hết cả. Điều này chứng tỏ đã có một cuộc tấn công của sứ quân Lữ Đường tới lãnh địa sứ quân Đỗ Cảnh Thạc, chiếm đóng tại đây.
Như vậy, quanh núi Thầy, ngoài chùa Thầy còn có cả một cụm kiến trúc Phật giáo được xây dựng trong những khoảng thời gian khác nhau.
Trong một bài ký ghi trên vách núi, Chúa Trịnh Căn đã phác họa cảnh chùa Thầy "như viên ngọc nổi lên giữa đám sỏi đá, rạng vẻ xuân tươi khắp cả bốn mùa. Động trên hệt như cõi thanh hư, bên vách còn in mây ráng. Ao rồng thông sang bến siêu độ, cầu tiên Nhật Nguyệt đôi vầng. Hình tựa bình phong, sông như dải lụa".

## Di sản văn hóa
Nằm ở xứ Đoài, nơi ít bị ảnh hưởng trong suốt hàng ngàn năm chống giặc ngoại xâm, là một trong những trung tâm phật giáo cổ và lớn nhất gần Kinh đô Thăng Long, với quan hệ đặc biệt với các Hoàng gia triều Lý, hậu Lê nên chùa Thầy có số lượng di sản văn hóa vừa nhiều về số lượng vừa trải đều qua các triều đại Lý, Trần, Lê, Mạc, Nguyễn. Đây là ngôi chùa có tính bảo lưu một cách liên tục nhất các di vật văn hóa, nghệ thuật từ thời Lý.
| Di sản                              | Số lượng | Niên đại                             | Lai lịch                                                 | Ghi chú |
| ----------------------------------- | -------- | ------------------------------------ | -------------------------------------------------------- | --- |
| Cột gỗ Kim Giao                     | 2        | Lý                                   |                                                          | 2 cây cột nằm trên chùa Thượng của chùa Thiên Phúc, đây là 2 cây cột cái nguyên bản bằng gỗ quý từ khi xây chùa vẫn đượ giữ lại sau các đợt trùng tu, có tuổi khoảng hơn 940 năm. Đây là cấu kiện kiến trúc bằng gỗ cổ nhất Việt nam |
| Bệ đá Tượng Tổ Sư                   | 1        | Lý                                   |                                                          | gồm 1 tòa sen phía trên của một con sư tử cuộn tròn, phía dưới là phần chân đế, đây là tòa sen đá thời Lý còn nguyên vẹn hiếm có tại Việt Nam |
| Tảng đá trấn trạch                  | 2        | Lý                                   | Từ Đạo Hạnh đích thân làm                                | 1 tảng đá ở phía sau cung thờ vua Lý Thần Tông, 1 tảng đá phía nền của chùa Trung, tương truyền do tổ sư Từ Đạo Hạnh "trấn" để cho Long Vương không dâng nước cuốn gỗ của chùa và kẻ trộm không nhòm ngó được các đồ của nhà chùa, người dân thường xua các tảng đá này để cầu may |
| Chuông đồng lớn                     | 1        | Lý, Long Phù Nguyên Hòa Thứ 9 (1109) |                                                          | đã bị phá hủy |
| Bệ đá kép "Bách Hoa Đài "           | 1        | Trần                                 |                                                          | đây là một trong 7 bệ đá đời Trần ở Việt nam, bệ này là bệ lớn nhất về kích thước và là bệ đá "kép" gồm 2 tầng duy nhất còn tồn tại |
| Nhang án                            | 7        | Lê Sơ TK.15-16                       |                                                          | cái cổ nhất là ở gian giữa Thượng Điện chùa Thiên Phúc (Cả), khoảng 500 năm, mép bên phải bị vẹt và nhẵn vì tay người đã vịn vào khi dâng hương lễ Phật |
| Sập thờ                             | 1        | TK.17                                |                                                          | bằng gỗ, gian thờ Vua ở tòa điện Thánh, cao 0.65m, dài 1.7m, rộng 1.25m, chủ yếu là hoa văn Như Ý |
| Bộ tượng Di đà Tam Tôn              | 1        | năm 1602 đời Mạc                     | Trạng Bùng Phùng Khắc Khoan cúng tiến                    | Bảo vật Quốc gia từ năm 2015, gồm 3 tượng: Phật A di đà, Quan Thế Âm, Đại Thế Chí, đây là bộ tượng cổ nhất cùng loại, làm bằng gỗ mít, sơn son thếp vàng, cổ các tượng khắc chuỗi anh lạc vô cùng tinh xảo |
| Tượng vua Lý Thần Tông              | 1        | năm 1735 đời Lê Trung Hưng           | Vua Lê Ý Tông cúng tiến                                  | gian bên Trái, Thượng Điện chùa Cả, Tuy nói là Vua Lý Thần Tông nhưng Tượng tạc vào TK.18 và tương truyền miêu tả hình dáng vua Lê Thần Tông, đây là bức tượng do Hoàng gia đứng đầu là vua bấy giờ tiến cúng nên vô cùng quý giá. |
| Phượng Hoàng cuốn thư (gỗ)          | 3        | năm 1735 đời Lê Trung Hưng           | Vua Lê Ý Tông cúng tiến                                  | gian bên Trái, Thượng điện chùa Cả, cao 2.3m |
| Tượng Phỗng                         | 2        | năm 1735 đời Lê Trung Hưng           | Vua Lê Ý Tông cúng tiến                                  | gian bên Trái, Thượng điện chùa Cả |
| Hạc gỗ                              | 2        | TK.18                                |                                                          | Thượng Điện chùa cả (tòa điện thánh) |
| Sập thờ                             | 1        | TK.18                                |                                                          | cung thờ Lý Thần Tông, cao 2.45m |
| Khám thờ                            | 1        | TK.16                                |                                                          | Cung thờ Thánh bên phải tòa điện thánh, khám cao 3m dài và rộng 1.83m |
| Tượng thân xá lợi Thánh Từ Đạo Hạnh | 1        | TK.16                                |                                                          | Nguyên trước đây là thân người thật của Thánh, nhưng khi quân Minh (tk.15) sang xâm lược đã đốt mất, dân dùng mây tre, bện lại mà thành, đặt trong 1 khám thờ cầu kỳ to như cả gian nhà, có dây cơ có thể đứng lên ngồi xuống, sau đó Tổng Đốc Sơn Tây Cao Xuân Dục cho cắt dây rối đi để tỏ lòng kính trọng nhà Thánh. |
| Tượng Từ Đạo Hạnh (kiếp Phật)       | 1        | TK.19 đời Nguyễn                     |                                                          | đặt tại gian giữa thượng điện, chùa cả,đặt trên bệ đá cổ thời Lý |
| Ngai thờ cha mẹ Thánh               | 1        | năm 1346 đời Trần                    | Người coi điện Đinh Thiện làng Trung Thụy xã Đô Minh Cẩm | nằm trên điện Khải Thánh của chùa Đính Sơn ở trên núi, đây là di vật hiếm hoi bằng gỗ từ thời Trần, là một trong số di vật quý giá nhất ở chùa, làm ngày 25.10 năm Bính Tuất (1346) năm Thiệu Phong đời vua Trần Dụ Tông khắc hình "Sừng Tê Ngọc Báu " lồng Lá Đề |
| Đạo sắc phong                       | 26       | TK.17 đến TK.20                      |                                                          | Các năm ban sắc phong: 1637, 1638, 1639, 1642, 1645, 1647, 1649, 1653, 1671, 1674, 1711, 1730, 1740, 1767, 1784, 1787, 1789, 1793, 1802, 1821, 1839, 1852, 1881, 1909, 1925. |
| Rồng đá                             | 4        | Trần                                 |                                                          | 2 bên Nhật Tiên Kiều và Nguyệt Tiên Kiều |
| Chuông đồng                         | 1        | năm 1794 đời Tây Sơn                 |                                                          | cao 1.75m, đỉnh rộng 0.44m, miệng rộng 0.93m, quay chuông rồng cuốn đời Lê cao 0.55m |
| Khánh Đồng                          | 2        |                                      |                                                          | 1 trên Gác Chuông, 1 dưới tòa chùa Hạ |
| Tượng Quan Âm Chuẩn Đề              | 1        | TK.18                                |                                                          | Đại hùng bảo điện chùa Trung |
| Tượng Tam Thế                       | 1        | TK.16                                |                                                          | Đại hùng bảo điện chùa Trung |
| Tượng Di Lặc                        | 1        | TK.19                                |                                                          | Đại hùng bảo điện chùa Trung |
| Tượng Thích Ca sơ sinh              | 1        | TK.19                                |                                                          | Đại hùng bảo điện chùa Trung |
| Các tượng khác                      |          | Tk.17-20                             |                                                          | - Chùa Thượng: Thích Ca, Cửu Long - Chùa Trung: Tam thế, Tuyết Sơn, Di Đà, Quan Âm, Địa Tạng Thập Điện Diêm Vương, Nam tào, Bắc Đẩu, khuyến Thiện, Trừng Ác, Tứ Trấn Thiên Vương, Bát Bộ Kim Cang, Chúa Ông (2 pho), già Lam, Chân Tể, Thánh hiền, Diệm Nhiên, Đại sĩ... - Hành Lang: Thổ Địa, giám Trai, Thập Bát La Hán...khám thờ Tứ Ân - Nhà Tổ: Từ Đạo Hạnh, Đạt Ma, Quan âm tống tử, các tổ sư, tam tòa thánh mẫu, sơn thần, các bà chúa Mạc bằng đá (tượng hậu)... Ngai Thờ, - Đền Tam Phủ: Ngọc Hoàng, Diêm Vương, Long Vương, - Chùa Đính Sơn: Thánh Phụ, Thánh Mẫu, Di Lặc, Tam thế, Thất Phật, Chuẩn Đề, Từ Đạo Hạnh, Các Tổ Sư, Ngọc Hoàng, Tam Tòa Thánh Mẫu, Ngũ vị Tôn Quan, Trần Triều, Sơn Trang, Tứ phủ quan hoàng, Thánh cô, Thánh Cậu, Sơn Thần... - Chùa Một Mái: Tam Thế, Chuẩn Đề, Cửu Long, Phạm Vương, Đế Thích, Khuyến Thiện, Trừng Ác, Thánh Hiền, Chúa Ông, Sư Tổ, Tứ Phủ Công Đồng,... - Đền Thượng: Sơn Tinh, Văn Xương, Quan Thánh Đế Quân, Khám thờ và bài vị Trần Hưng Đạo, sáu cái nhang án, 3 ngai thờ... |
| Bia đá                              | 7        | TK.17-18                             |                                                          | cổ nhất là tấm: "Thiên Phúc Tạo Tự Bi ", năm Thịnh Đức thứ nhất 1653, các năm: 1653, 1666, 1673, 1683, 1672, 1717 |
| Ngựa gỗ                             | 2        |                                      |                                                          | 1 Hồng mã, 1 bạch mã, ít khi thấy ở các chùa |
| Khác                                |          |                                      |                                                          | - 8 giá kiếm, đao, chấp kích TK.17; - Cung thờ Vua Lý Thần Tông có: tiêu sáo, hòm sách, 4 thanh đao, 1 thanh kiếm, 2 gậy, 1 chùy, 1 việt phủ....TK.17; - Hệ thống hoành phi: Đại Hùng Bảo Điện (chùa thượng), Chư Phật Hải Hội (chùa trung)... cùng nhiều hoành phi, câu đối, cửa võng, bát nhang, án gian, kiệu, long đình, bát bửu, đồ tế khí, chấp kích, lọng,.... |

## Lễ hội và văn hóa
Hội chùa Thầy diễn ra từ ngày mùng 5 đến ngày mùng 7 tháng ba Âm lịch hàng năm. Trong ngày hội, nhiều tăng ni từ các nơi khác trong vùng cùng về đây dự lễ trong những bộ cà-sa trang trọng, tay cầm gậy hoa, miệng tụng kinh trong tiếng mõ trầm đều. Lễ cúng Phật và trai đàn - một diễn xướng có tính chất tôn giáo - được thực hiện có sự phối hợp của các nhạc cụ dân tộc.
Nhưng hội chùa Thầy không chỉ có những nghi thức tôn giáo. Ở đây còn có trò múa rối nước mang đậm sắc thái dân gian mà ngày nay có tiếng vang ở nhiều nước. Trai thanh gái lịch gần xa tìm đến hội chùa Thầy còn để thỏa mãn tính mạo hiểm khi leo núi và khao khát bày tỏ tình yêu trong một khung cảnh thiên nhiên rộng mở:
Rủ nhau lên núi Sài Sơn
Ai làm đá ướt đường trơn hỡi mình?
Hỏi non, non những làm thinh
Phải rằng non đã vô tình với ai?
Nước non ví chẳng chiều đời
Mắt xanh đâu lẽ phụ người tình chung?
Yêu nhau ta dắt nhau cùng
Non bao nhiêu đá nặng lòng bấy nhiêu.
(Á Nam Trần Tuấn Khải)

Về văn hóa, Chùa thầy có truyền thống nghìn năm về văn hóa. Nơi đây đã sinh ra Trạng Bùng Phùng Khắc Khoan, Phan Huy Ích, Phan Huy Chú làm sáng danh lịch sử nước nhà.

## Các đời trụ trì
- Thánh Tổ Từ Đạo Hạnh Thiền sư
- Đại sa môn Huệ Hưng
- Thiên Phúc Hòa thượng, Tỳ Kheo An Thiền
- Sư Lan Hương trụ trì: 1897-1900
- Hoà Thượng Minh Tâm trụ trì: 1900 - 1906
- Hòa thượng Thích Thanh Mậu - Sơn Tăng Như Tùng - Thích Thanh Thi (1900 - 1945)
- Hòa Thượng Thích Tâm Quyến, viên tịch năm 1984 Là Sư Huynh Của Trưởng Lão HT Thích Thanh Bích
- Hoà Thượng Thích Viên Thành (1950 - 2002) trụ trì: 1984 - 2002
- Đại Đức Thích Minh Hiển (Trụ trì Thiên Phúc Tự - Chùa Thầy hay chùa Cả), Đại Đức Thích Đạo Vĩnh, Đại Đức Thích Minh Đạo (Trụ trì Đỉnh Sơn Tự - Hiển Thụy Am - Chùa Cao), Thượng Tọa Thích Minh Hà (trụ trì Bối Am Tự - chùa Một Mái), Thượng Toạ Thích Minh  Xuân (trụ trì chùa Long Đẩu), Thích Đạo Khuê